# Museo Internacional de Títeres de Albaida
El Museo Internacional de Títeres de Albaida (MITA) (en valenciano y oficialmente Museu Internacional de Titelles d'Albaida) es un museo de titularidad municipal de la localidad de Albaida (Valencia, España) dedicado a la preservación, conservación, estudio, investigación y comunicación del arte del títere. En esta localidad de la Comunidad Valenciana se celebra anualmente un destacado festival internacional de títeres que congrega a grupos de todo el planeta. El museo tiene su sede en el Palacio de los Milán de Aragón o Palacio de los Marqueses de Albaida, un conjunto arquitectónico de los siglos XVI-XVII.
Forma parte de la Red de Museos Enológicos Locales de la Diputación de Valencia.

## Historia
El MITA fue inaugurado en 1997 por iniciativa del grupo “Bambalina Titelles” de origen albaidense, como complemento de la Mostra de Titelles de la Vall d’Albaida (Muestra de Títeres del Valle de Albaida) que se organiza anualmente. Ese mismo año fue reconocido como museo por la Consejería de Cultura del Gobierno Valenciano.

## Descripción
El museo custodia una colección de casi medio millar de marionetas procedente de todos los continentes. Además, el MITA programa regularmente "visitas guiadas, espectáculos, cursos, cuenta cuentos, visitas escolares, exposiciones temporales, talleres de títeres y otras actividades lúdicas y didácticas".
En el museo puede contemplarse una colección de las figuras más antiguas de países tan diversos como Nigeria, Turquía, Pakistán, Rumanía o Inglaterra, destacando especialmente la colección de la Isla de Java, con una serie de títeres que son Patrimonio Oral e Intangible de la Humanidad por la UNESCO.
La colección se organiza en dos plantas, en la primera puede visitarse un anfiteatro en el que se proyectan audiovisuales explicativos de las diversas técnicas empleadas para manipular títeres. En esta misma planta se encuentran las salas con la exposición de títeres más antiguos de los fondos del museo.
En la segunda planta se distinguen tres espacios diferenciados:
- Una exposición de  títeres y marionetas de 1930 a 1950, pertenecientes a compañías itinerantes que se ganaban la vida realizando espectáculos de títeres en las calles. Entre las piezas expuestas destaca el Tirisiti de Alcoy, declarado Bien Inmaterial de Interés Cultural por la Generalitat Valenciana.[4]
- Una exposición de grupos de marionetas que han participado en diferentes espectáculos teatrales como  “La princesa y la suerte” o Mala Sort de Teatro Bufo, Inaugurado en 1997 alberga una colección de títeres y marionetas provenientes de todos los continentes.[1]Otros muñecos como “Micomicón” de El saco de Strómboli o “De la tierra a la luna” de Entaulat teatre.[15]
- Un tercer espacio en el que se muestran, entre otros, los guiñoles de Las noticias del guiñol y Cuorelandia, los personajes de Gomaespuma, los autómatas de Francisco Sanz Baldoví o los títeres de la isla de Java que son Patrimonio de la Humanidad.[4]

En el museo se puede descubrir cómo son los muppets y como se trabaja con ellos en la televisión. El MITA cuenta con el set de grabación del programa Bona Nit (Buenas noches), emitido en Levante TV, en el que  destaca su protagonista: Ulleretes, un murciélago creado por Iván Soler.
El MITA cuenta con un full bodied-muppet: Babalà, personaje muy querido en la Comunidad Valenciana, ya que fue protagonista de la programación infantil de la antigua televisión autonómica durante muchos años, y junto a él se encuentran les Feretes del programa El cau de les Feretes, emitido en À Punt.
En el museo se ha recuperado el legado artístico del creador de muñecos de RTVE Alejandro Milán.De entre sus creaciones en el museo se pueden contemplar los Electroduendes, protagonistas del  programa de RTVE La bola de cristal  (desde el año 2021) y, desde el 27 de marzo de 2022, Horacio Pinchadiscos, protagonista de la sección Superdisco del programa Sabadabadá, Doña Trote presentadora de la quiniela hípica en el programa Al galope o la marioneta Inés de la televisión educativa de los 70.
El museo cuenta además con un pequeño taller didáctico para que los visitantes puedan manipular los títeres, un centro de documentación, además de la sala de proyecciones de la primera planta.
Desde el año 2023 los personajes de la película "Pos eso" (cinta de animación lanzada en 2015 y producida con la técnica del stop motion) forman parte de la exposición  del museo.